# Savoca

Ubicació de Savoca dins de la província

Savoca (sicilià Sàvuca) és un municipi italià, dins de la ciutat metropolitana de Messina. L'any 2009 tenia 1.752 habitants. Limita amb els municipis de Casalvecchio Siculo, Forza d'Agrò, Furci Siculo, Sant'Alessio Siculo i Santa Teresa di Riva.

## Administració
| Període | Identitat           | Partit        |
| ------- | ------------------- | ------------- |
| 2007-   | Antonino Bartolotta | Llista cívica |

## Galeria d'imatges

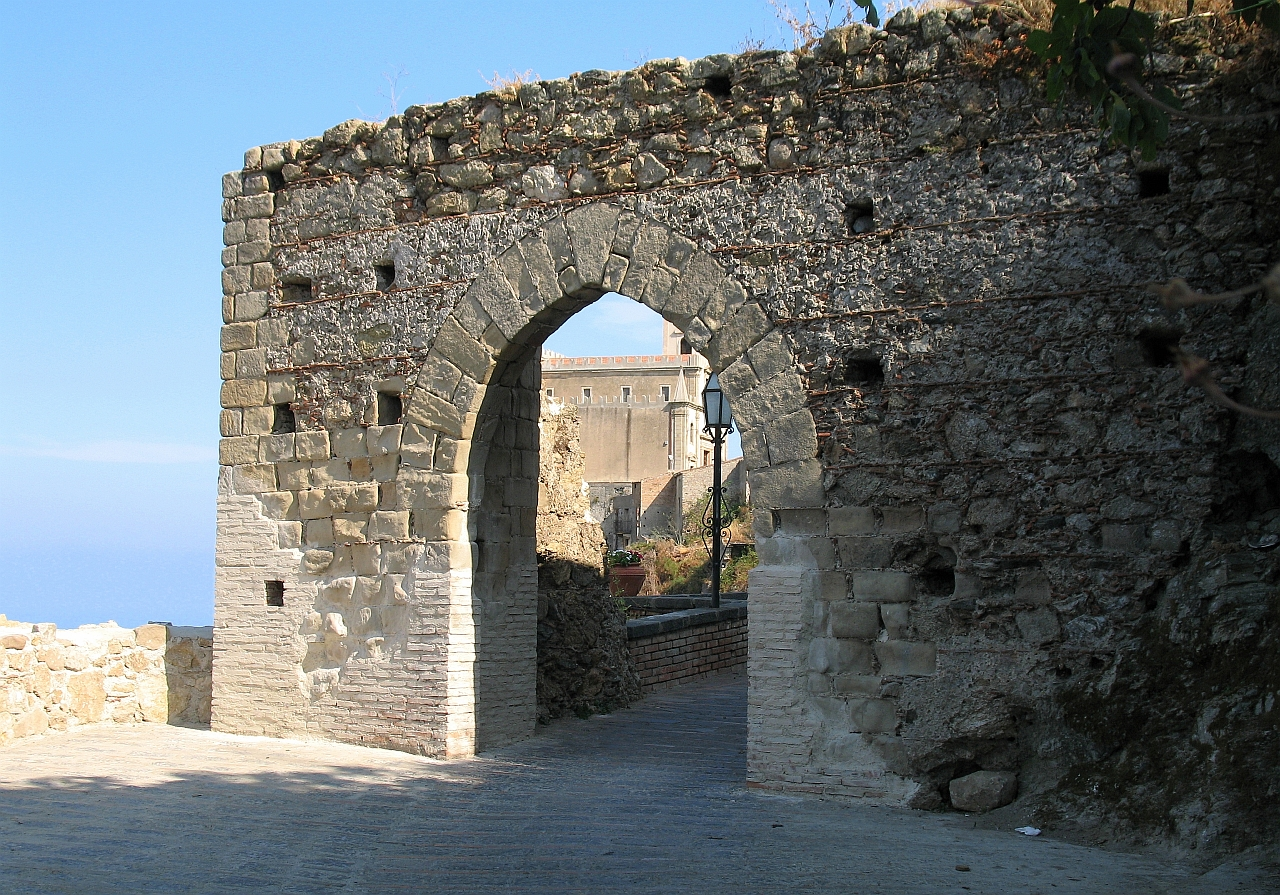
Torre de Savoca
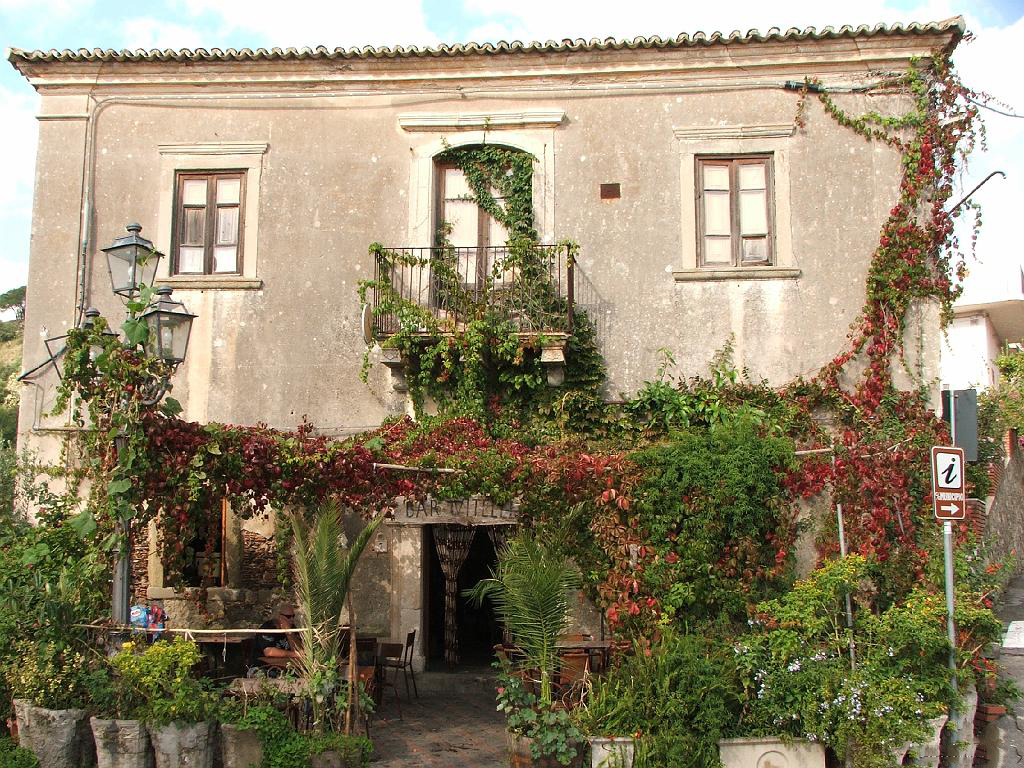
Bar Vitelli, on es rodaren algunes escenes d'El Padrí
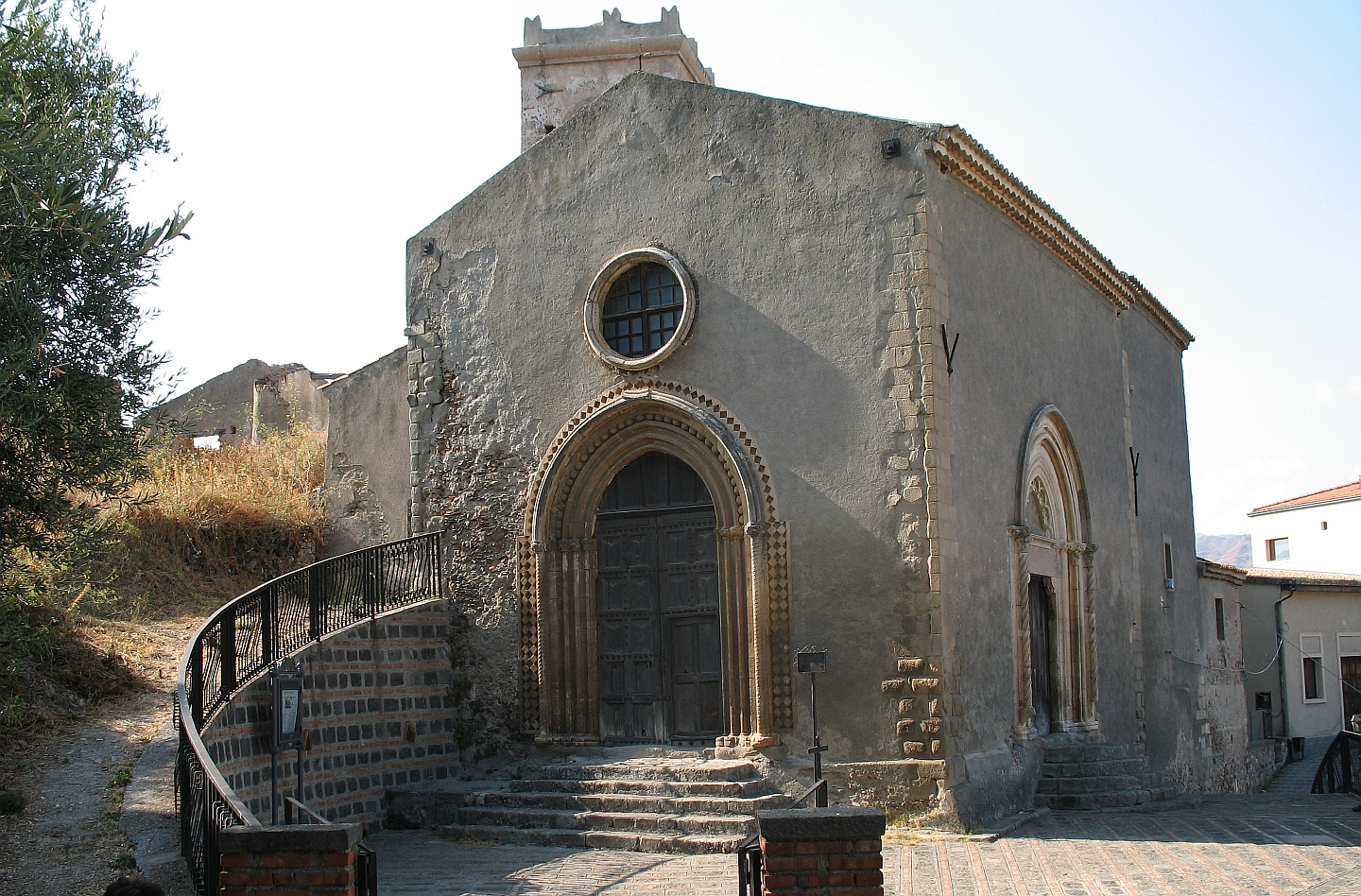
Església San Michele